# Francesco Mannelli
Francesco Mannelli, psán také Manelli (1595 Tivoli – září 1667 Parma) byl italský barokní skladatel, zpěvák a hráč na theorbu.

## Život
Začínal jako choralista v katedrále San Lorenzo svého rodného města. V roce 1624 odešel do Říma, kde se oženil se zpěvačkou Maddalenou, ale brzy se vrátil zpět do Tivoli.
Proslul zejména svou spoluprací s libretistou a skladatelem Benedettem Ferrarim, když spolu v divadle Teatro San Cassiano v Benátkách založili první komerční operu na světě.
Zkomponoval celou řadu úspěšných oper, dochovaly se však pouze jejich texty. Kromě oper komponoval i komorní hudbu a kantáty. Francesco Manelli bývá zaměňován s františkánským mnichem a skladatelem Giovanni Battistem Fasolou pro podobnost některých skladeb.

## Dílo
Opery

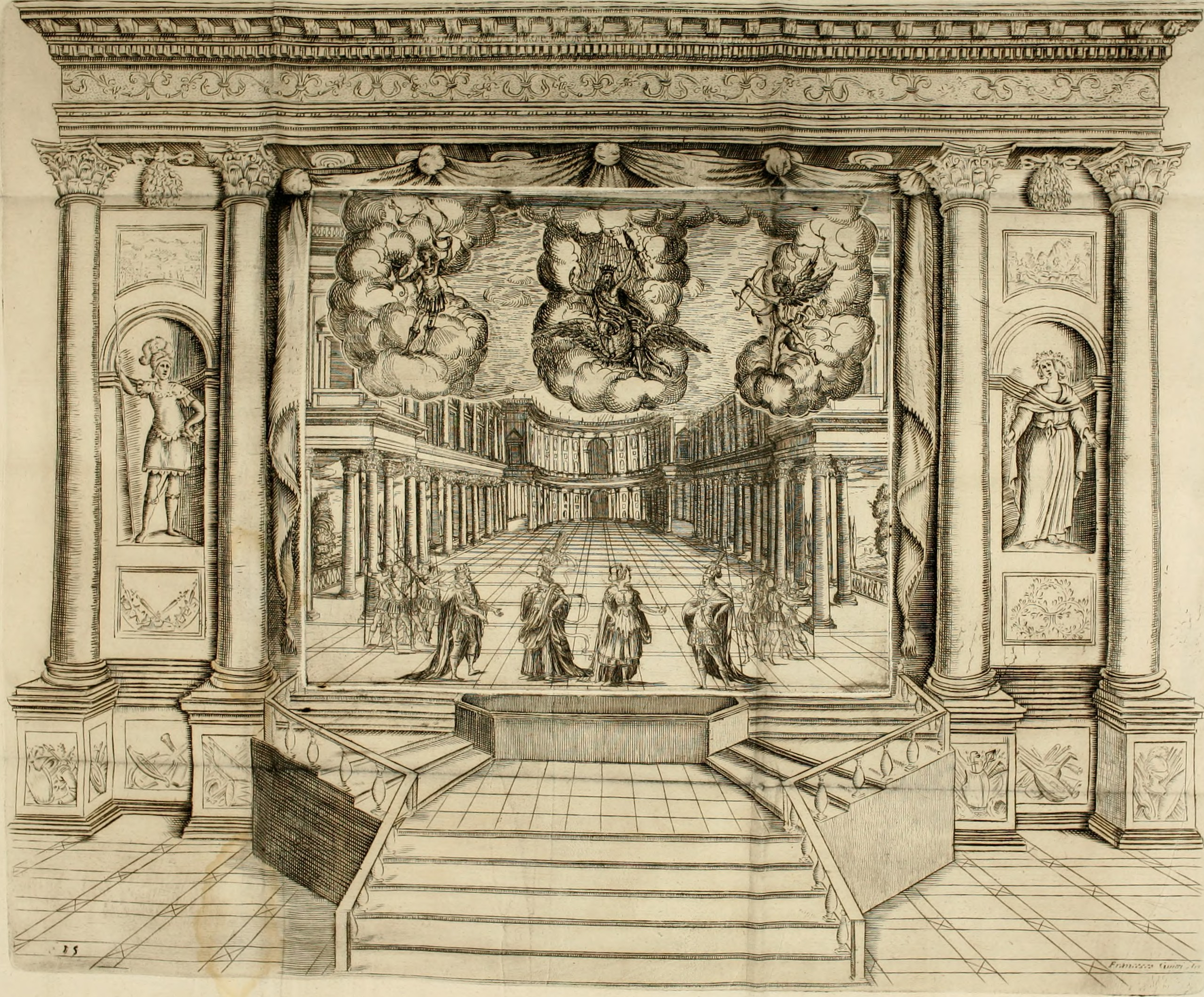
Scéna opery Andromeda

- Andromeda (libreto Benedetto Ferrari, 1637 Benátky, k otevření divadlaTeatro San Cassiano – první veřejné opery)
- La maga fulminata (libreto Benedetto Ferrari) (1638 Benátky, Teatro San Cassiano)
- Delia ossia La sera sposa del sole (libreto Giulio Strozzi, 1639 Benátky, Teatro Santi Giovanni e Paolo)
- Adone (libreto Paolo Vendramin, 1640 Benátky, Teatro Santi Giovanni e Paolo)
- Alcate (libreto Marc' Antonio Tirabosco, 1642 Benátky, Novissimo)
- Ercole nell'Erimanto (libreto Bernardo Morando, 1651 Piacenza, Ducale)
- Le vicende del tempo (libreto Bernardo Morando, 1652 Parma, Farnese)
- Il ratto d'Europa (libreto Paolo Emilio Fantuzzi, 1653 Parma, Farnese)
- La Filo overo Giunone repaficata con Ercole (libreto Francesco Berni, 1660 Parma, Farnese)
- La Licasta (libreto Benedeto Ferrari, 1664 Parma, Collegio dei Nobili)

Kantáty
- Musiche varie, op. 4 (Benátky, 1636)